# Vänjaurbäck
Vänjaurbäck is een plaats in de gemeente Lycksele in het landschap Lapland en de provincie Västerbottens län in Zweden. De plaats heeft 63 inwoners (2005) en een oppervlakte van 18 hectare. De plaats wordt omringd door naaldbos.

## Verkeer en vervoer
Bij de plaats loopt de Länsväg 353.